# Heinkel HE 5
L'Heinkel HE 5 era un idroricognitore a scarponi ad ala bassa sviluppato dall'azienda tedesca Ernst Heinkel Flugzeugwerke negli anni venti e prodotto, oltre che dalla stessa, anche in Svezia su licenza, con la designazione ufficiale Svenska S 5 ma noto come "Hansa" per la sua diretta parentela e somiglianza con gli idrovolanti precedentemente progettati da Ernst Heinkel per la Hansa und Brandenburgischen Flugzeugwerke.
Sviluppato su richiesta della Svenska Flygvapnet, l'aeronautica militare svedese, per integrare la flotta dei precedenti pari ruolo acquistati dalla Heinkel, rimase in servizio fino al 1945.

## Storia
A causa delle limitazioni imposte alla Germania dal Trattato di Versailles in seguito alla fine della prima guerra mondiale, la produzione aeronautica tedesca dovette essere interrotta, tuttavia poté riprendere le attività nei primi anni venti, su permesso della Commissione Aeronautica Interalleata. Intuendo le potenzialità dell'apertura del nuovo mercato Ernst Heinkel decise di fondare l'azienda che porterà il suo nome, indirizzando la sua attenzione verso l'aviazione militare, sviluppando nuovi modelli che, date le limitazioni per i velivoli ad uso bellico ancora presenti nella Repubblica di Weimar, furono commissionate da nazioni straniere.
Una delle nazioni maggiormente interessata dalla prima produzione Heinkel fu la Svezia, la quale commissionò alcuni nuovi modelli per fornirli come equipaggiamento ai propri reparti di Marinen (marina militare) e Flygvapnet (aeronautica militare), acquistando in seguito la licenza per produrli localmente.

### Sviluppo
La Heinkel venne contattata dalle autorità militari svedesi interessate a integrare la propria flotta di idrovolanti da ricognizione con nuove unità. Per Ernst Heinkel, proprietario e progettista dell'azienda che aveva fondato solo qualche anno prima, fu l'occasione per avviare lo sviluppo di un nuovo modello grazie all'esperienza acquisita nella tecnica mista adottata sul precedente HE 4, che prevedeva una fusoliera con struttura in tubi d'acciaio ricoperta da tela verniciata e pannelli di compensato, mantenendo inalterata quella della velatura, in legno, adottata dal progenitore HE 1, e del quale adottava la stessa configurazione di base. L'equipaggio era costituito da due membri, pilota ed osservatore con funzione di mitragliere, che occupavano due distinti abitacoli aperti posti in tandem. Alcuni esemplari tuttavia, adottarono anche una terza cabina, che poteva essere utilizzata da un allievo negli esemplari utilizzati per la formazione dei nuovi equipaggi.
Vennero realizzati due prototipi, entrambi costruiti nel corso del 1926, il primo, che assunse la designazione HE 5a, equipaggiato con un motore Napier Lion IX, un 12 cilindri a W raffreddato a liquido da 450 hp (336 kW), il secondo, l'HE 5b, che adottava un radiale Bristol Jupiter raffreddato ad aria da 420 hp (316 kW). Al termine della prima fase di prove di volo vennero entrambi trasferiti al centro di studi tedesco per idrovolanti a Warnemünde e in seguito utilizzati in alcune competizioni aeronautiche dove riuscirono a conquistare un primo ed un secondo posto. Durante quello stesso anno le autorità militari svedesi stipularono un contratto di fornitura ed il nuovo modello venne avviato alla produzione in serie andando ad integrare gli HE 1, HE 2, e HE 4 che la Svezia aveva già acquistato per l'aviazione navale nel 1926. Successivamente venne acquistata una licenza di produzione e quaranta nuovi HE 5 vennero costruiti dalla Svenska Aero.
Nel 1927 anche l'Unione Sovietica espresse l'interesse di valutare l'HE 5 per l'esigenza di rinnovare la sua flotta di idrovolanti oramai basata su modelli dichiarati obsoleti. Venne quindi emesso un ordine per la fornitura di un prototipo, il quale venne testato nel Mar Nero nel marzo dell'anno seguente. Le prove di volo tuttavia non risultarono soddisfacenti in quanto le prestazioni dell'aereo risultarono significativamente inferiori a quelle dichiarate dalla Heinkel. Per ovviare al problema si intervenne su un secondo prototipo, fornito alle autorità militari e testato nel novembre 1928. L'HE 5 così modificato riuscì a convincere la commissione esaminatrice che emise un contratto di fornitura.

## Impiego operativo

### Germania
Il modello rimase in servizio fino al 1933, con macchine costruite su licenza dalla Focke-Wulf, equipaggiando unità di aviazione navale clandestine mascherate da scuole di volo per linee aeree.

### Unione Sovietica
L'HE 5 cominciò ad essere consegnato ai reparti di volo della VVS tra la fine del 1928 ed i primi mesi del 1929, tuttavia non rimasero in servizio a lungo, sostituiti gradualmente da modelli più efficienti, fino alla loro eliminazione. Entro il 1930 non risultava più alcun esemplare in servizio attivo.

## Versioni

### Germania
HE 5a
prototipo equipaggiato con motore W12 Napier Lion, realizzato in un solo esemplare.
HE 5b
versione di produzione in serie equipaggiata con un radiale Gnome-Rhône 9A Jupiter.
HE 5c
versione di produzione in serie destinata all'Unione Sovietica equipaggiata con un motore BMW VI.
HE 5e
versione equipaggiata con un motore BMW VI, realizzata in 7 esemplari.
HE 5f
versione realizzata su licenza dalla Focke-Wulf, equipaggiata con motore BMW VI e destinata alle scuole di volo paramilitari tedesche.

### Svezia
S 5
versione biposto equipaggiata con un radiale Bristol Jupiter, realizzata in quattro esemplari dalla Svenska Aero.
S 5A
variante triposto dell'S 5, equipaggiata con un impianto radio ricetrasmittente, realizzata in 12 esemplari dalla Svenska Aero, più 10 costruiti direttamente dalla Svenska Flygvapnet.
S 5B
versione equipaggiata con un motore Bristol Pegasus realizzato su licenza Nohab, un esemplare realizzato direttamente dalla Svenska Flygvapnet.
S 5C
versione migliorata dell'S 5B, dotata di anello Townend, cockpit ed impennaggio di nuovo disegno e nuovi galleggianti costruiti dalla Short Brothers: 9 esemplari costruiti direttamente dalla Svenska Flygvapnet.
S 5D
sviluppo dell'S 5C equipaggiato con nuovo gruppo motoelica, 4 esemplari costruiti direttamente dalla Svenska Flygvapnet.

## Utilizzatori
Germania
- Deutsche Verkehrsfliegerschule (DVS)

 Svezia
- Svenska Flygvapnet

 Unione Sovietica
- Sovetskie Voenno-vozdušnye sily
- Aviacija Voenno-Morskogo Flota

## Esemplari attualmente esistenti
Sono due gli esemplari HE 5 attualmente conservati presso strutture museali, uno al Flygvapenmuseum (museo dell'aviazione) di Linköping, in Svezia, e l'altro al Muzeum Lotnictwa Narodowe di Cracovia, in Polonia.